# Lyab-i Hauz
Lyab-i Hauz (dal persiano: لب حوض che significa: nella pozza), o Lyab-i Khauz, è il nome della zona circostante uno dei pochi howz rimanenti (stagni) che sono sopravvissuti nella città di Bukhara.
Prima del periodo sovietico c'erano molte di queste vasche, che erano la fonte principale d'acqua della città, ma erano note per la diffusione delle malattie e sono state in gran parte riempiti durante gli anni 1920 e 1930. Il Lyab-i Hauz è sopravvissuto perché è il fulcro di un magnifico complesso architettonico, creato fra il XVI e il XVII secolo, che non ha subito significative alterazione da allora. Il complesso Lyab-i Hauz, che circonda lo stagno su tre lati, è costituito dalla madrasa Kukeldash (1568-1569) (la più grande della città, sul lato nord della pozza), e di due edifici religiosi costruiti da Nadir Divan-Beghi: una Khanqa (1620) (una foresteria per i sufi itineranti) e una madrasa (1622) che si ergono l'una di fronte all'altra sui lati ovest ed est della pozza, la piccola madrasa Qazi-e Kalyan Nasreddin (ora demolita e precedentemente situata accanto alla madrasa Kukeldash.

## Storia
La storia di questo complesso è strettamente connessa con il nome di Nadir Divan-Beghi, che era un importante visir, e anche uno zio dell'emiro di Bukhara Imam Quli Khan. Si dice che quando Nadir Divan-Beghi costruì il Khanqa che porta il suo nome, nei pressi del sito del palazzo c'era un grande fondo di proprietà di una vecchia vedova ebrea. (c'era una consistente popolazione di ebrei a Bukhara). Nadir Divan-Beghi decise che questo sito sarebbe stato il posto perfetto per uno stagno, ma la vedova rifiutò la sua offerta per l'acquisto della proprietà. Quindi Nadir Divan-Beghi portò la donna di fronte a Imam Quli Khan, nella speranza che l'emiro l'avrebbe costretta alla vendita. L'emiro di Bukhara ordinò a un consiglio dei mufti di indagare sulla questione. Tuttavia, questi specialisti in diritto musulmano decisero che non c'era modo legale per acquistare la proprietà, se non con il consenso della vedova, dal momento che gli ebrei avevano diritti pari a quelli dei musulmani se avevano pagato la Jizya o la tassa sui non-musulmani.
Così, Nadir Divan-Beghi dovette costruire un piccolo serbatoio vicino alla casa di quell'ebrea. Ma scavò un aryk, un canale di irrigazione, per il suo nuovo stagno in modo tale che l'acqua scorresse proprio vicino a casa sua, anche se ciò rese più costosa la costruzione del canale. Presto l'acqua cominciò a minare le fondamenta della casa della vedova. Quando andò da Nadir Divan-Beghi per chiedere conto del sopruso, ricevette un'altra offerta d'acquisto per un prezzo equo. Ma la vedova respinse il denaro e propose invece le proprie condizioni. Promise di rinunciare alla sua proprietà se i governanti di Bukhara le avessero dato un altro pezzo di terreno con il permesso di costruire una sinagoga. In cambio della proprietà della vedova, Nadir Divan-Beghi le diede un appezzamento di terreno, che apparteneva a lui, in una zona residenziale, che in seguito divenne il quartiere ebraico (Mahalli Kuma).
In breve tempo furono costruiti la prima sinagoga di Bukhara e un grande stagno. La gente iniziò a chiamarli Lyab-i Hauz, che significa in persiano "vicino al laghetto". La data della sua costruzione risale a circa il 1620. La memoria popolare conserva ancora un altro epiteto - Haus-i Bazur, "fatto con la forza".

## La madrasa Kukeldash

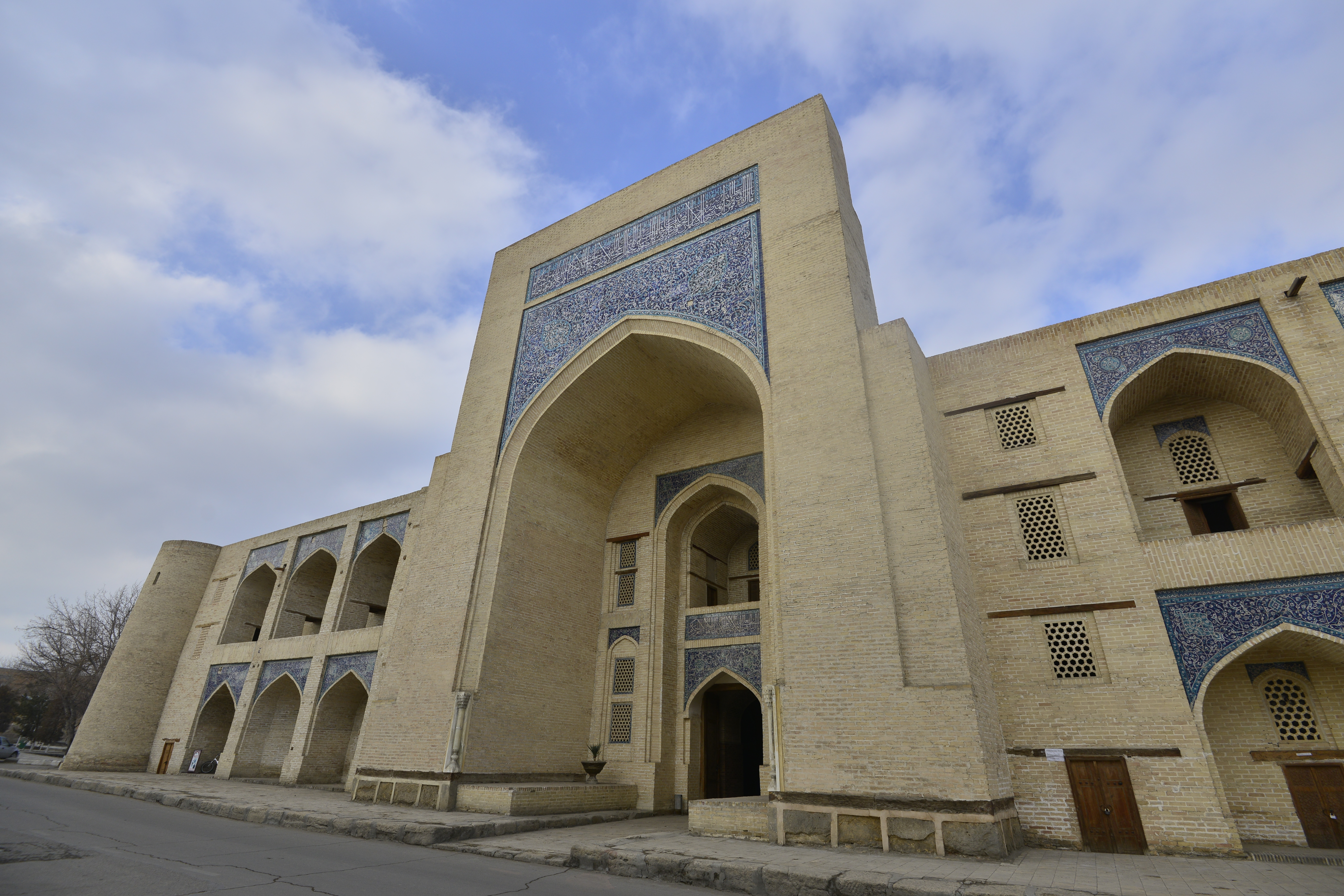
Madrasa Kukeldash

La madrasa è stata costruita nel 1568-1569 ed è l'edificio più antico del complesso.

## Il khanqa Nadir Divan-begi (1619/20)
Questo khanqa è un edificio rettangolare sormontato da una cupola. L'edificio possiede un portale principale stretto e allungato non tradizionale assieme a due ingressi laterali. La sala (dhikr-hana) ha eccellenti proprietà acustiche. Nelle pareti interne della sala si aprono nicchie con modanature in stucco. Le abitazioni sono ricavate negli angoli e nelle pareti esterne laterali dell'edificio. La finitura del cancello d'ingresso principale è abbastanza ben conservata, con l'eccezione di alcune decorazioni floreali. Ai lati del portale principale si snoda una lunga cornice calligrafica. La facciata principale della khanqa è stretta con torri tagliate a livello delle pareti.
Il khanqa, grazie alla sua posizione e alle dimensioni (il lato della sala interna è 11,2 m) nel corso dei secoli è stato il centro culturale e religioso più importante di Bukhara.

## La madrasa di Nadir di Divan-begi (1622/23)

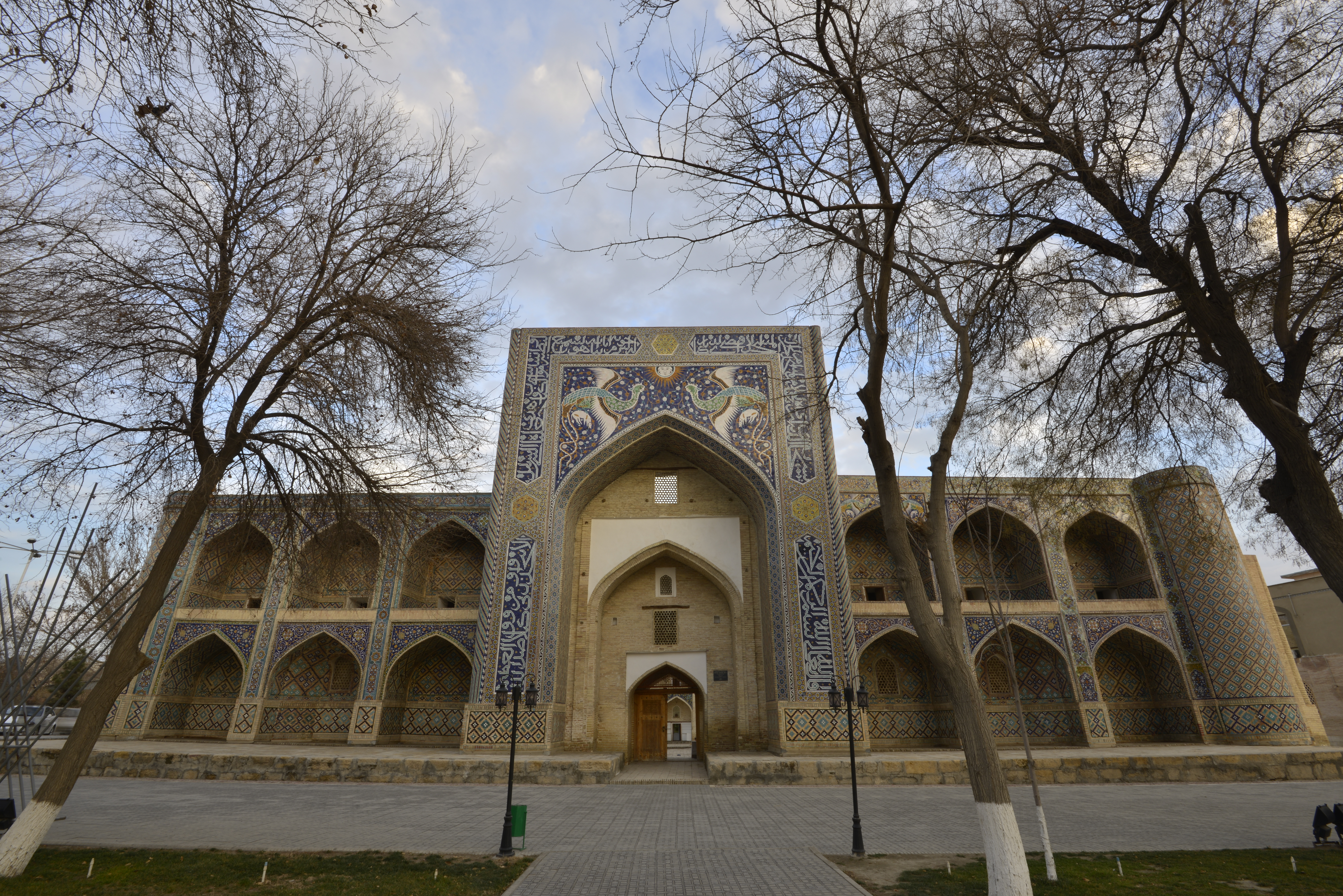
La Madrasa Nadir Divan-Beghi

Divan-Begi è un titolo che ha designato il primo ministro, braccio destro del Khan nel khanato di Bukhara. Nadir Divan-Begi ebbe questa posizione durante il regno di Imam Quli-Khan (1611-1642), il più forte khan della dinastia ashtarkhanide salita al potere nel 1599. La devozione alla tradizione dell'Islam nello Stato sotto la dinastia ashtarkhanide era evidente sin dal tempo dei khan shaybanidi. Queste due caratteristiche importanti del potere furono presto espresse in architettura con notevole enfasi. Nel 1619 Yalantush-biy che praticamente governò in modo indipendente Samarcanda aveva iniziato la costruzione della madrasa Cher-Dor. La ricca finitura colorata e la raffigurazione del sole, delle tigri e delle antilopi raccontano di un approccio pionieristico all'espressione artistica, unica nel mondo islamico. Nei tre anni di Nadir Divan-Begi aveva seguito Yalantush-biy dalla costruzione della propria struttura rivoluzionaria (la madrasa Nadir Divan-Begi). Il portale d'ingresso presenta raffigurazioni di due fenici, due cervi bianchi deformi e un volto "umano solare".

## Moschea Maghoki-Attar
Prima della costruzione della prima sinagoga, gli ebrei avevano condiviso una moschea con i musulmani. Questa moschea è stata chiamata Maghoki-Attar, vale a dire "la moschea in una fossa". Alcuni dicono che gli ebrei e musulmani di Bukhara pregavano a fianco a fianco nello stesso luogo e allo stesso tempo. Altre fonti sostengono che gli ebrei pregavano dopo musulmani.

Prima della conquista araba c'era un bazar sul sito di Maghoki-Attar. Era un mercato per idoli, pozioni e spezie - attar (profumi) e altri beni. Oltre a questo, vi era precedentemente un Tempio zoroastriano della Luna (Mokh) vicino a questo luogo. Narshakhi, nella sua Storia di Bukhara (circa il 950), chiamò la moschea costruita sul sito dell'antico tempio "magok", vale a dire "in una fossa", perché già allora la metà di essa era stata nascosta alla vista dal livello del terreno che era salito.

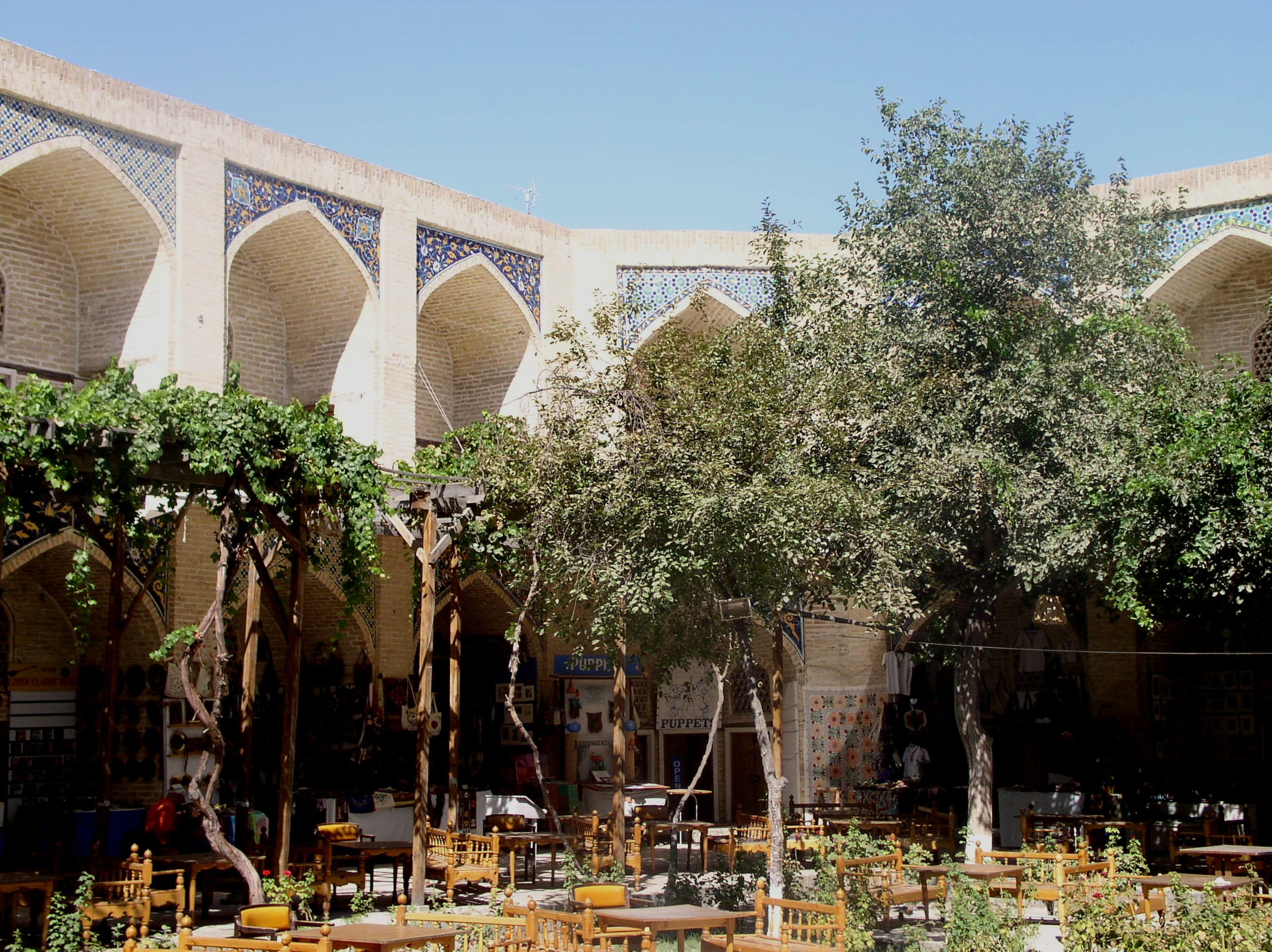
Il cortile della madrasa Nadir Divan-Beghi

## Altri dettagli
Oggi il Lyab-i Hauz è uno stagno ad angolo retto (46 x 36 metri), che si estende da est a ovest e viene sepolto dalla vegetazione di alberi secolari. I suoi bordi sono disposti nella forma della scala discendente fatta di grandi blocchi di calcare giallastro.
Come detto sopra la Madrasa Kukeldash è la più grande di Bukhara (80 x 60 metri). Kulbala Kukeldash ('il fratello') era il nome del fratello adottivo dell'emiro che è stato il costruttore di questa struttura.
La madrasa Nadir Divan-Beghi fu inizialmente costruita per essere adibita a caravanserraglio. Alla cerimonia di inaugurazione Imam Quli Khan inaspettatamente dichiarò che l'edificio dovesse essere una madrasa. Così Nadir Divan-Beghi fu costretto a riorganizzare il caravanserraglio aggiungendo sulla facciata frontale le logge, il portale (iwan) e le torri angolari. Costruì anche un piano supplementare con le celle.
Il Nadir Divan-Beghi Khanaka si trova di fronte alla madrasa Nadir Divan-Beghi sul lato occidentale della Lyab-i Hauz.

## Galleria d'immagini

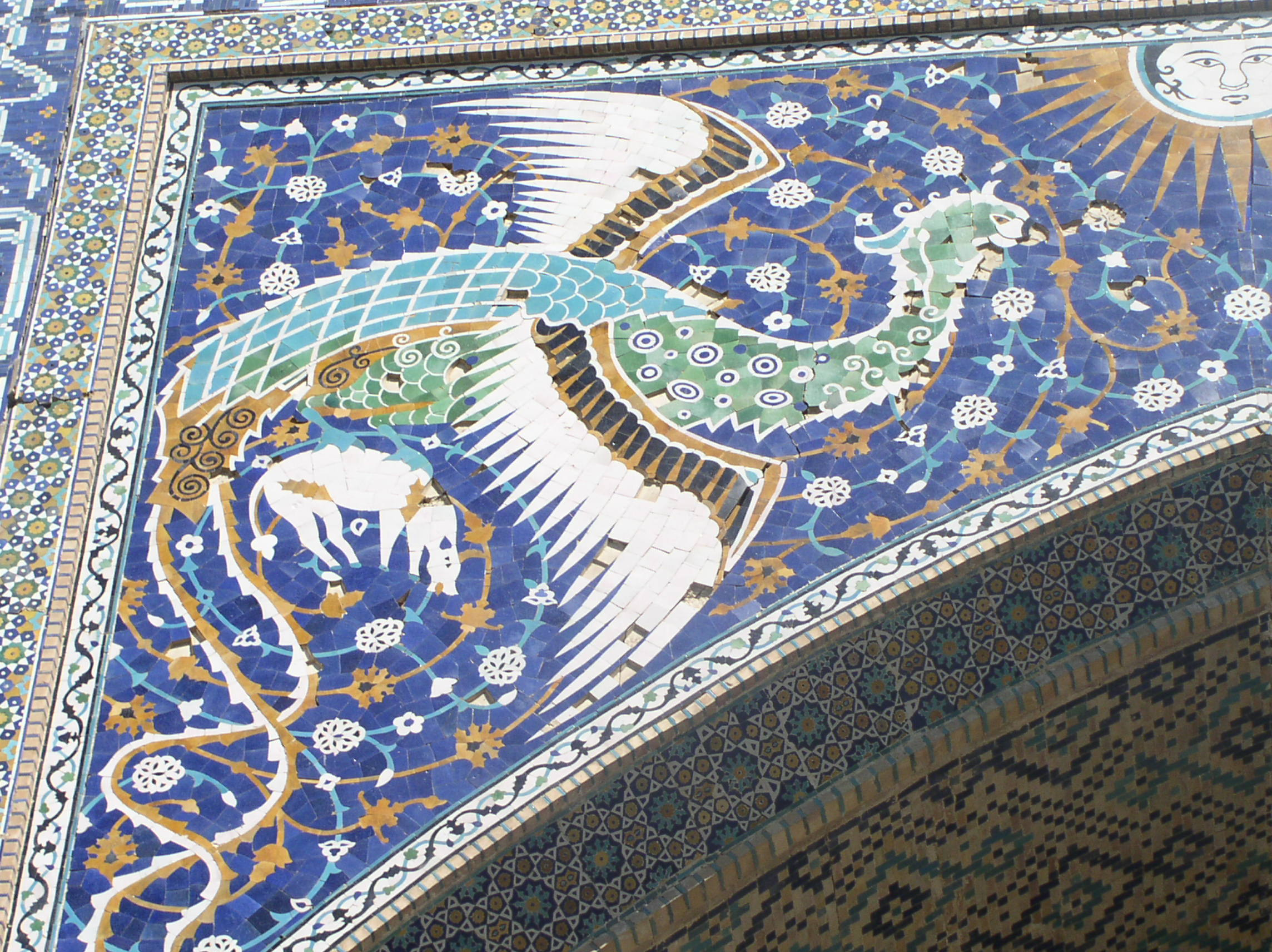
La fenice sul portale della Madrasa Nadir Divan-Beghi (parte del complesso Lyab-i Hauz)
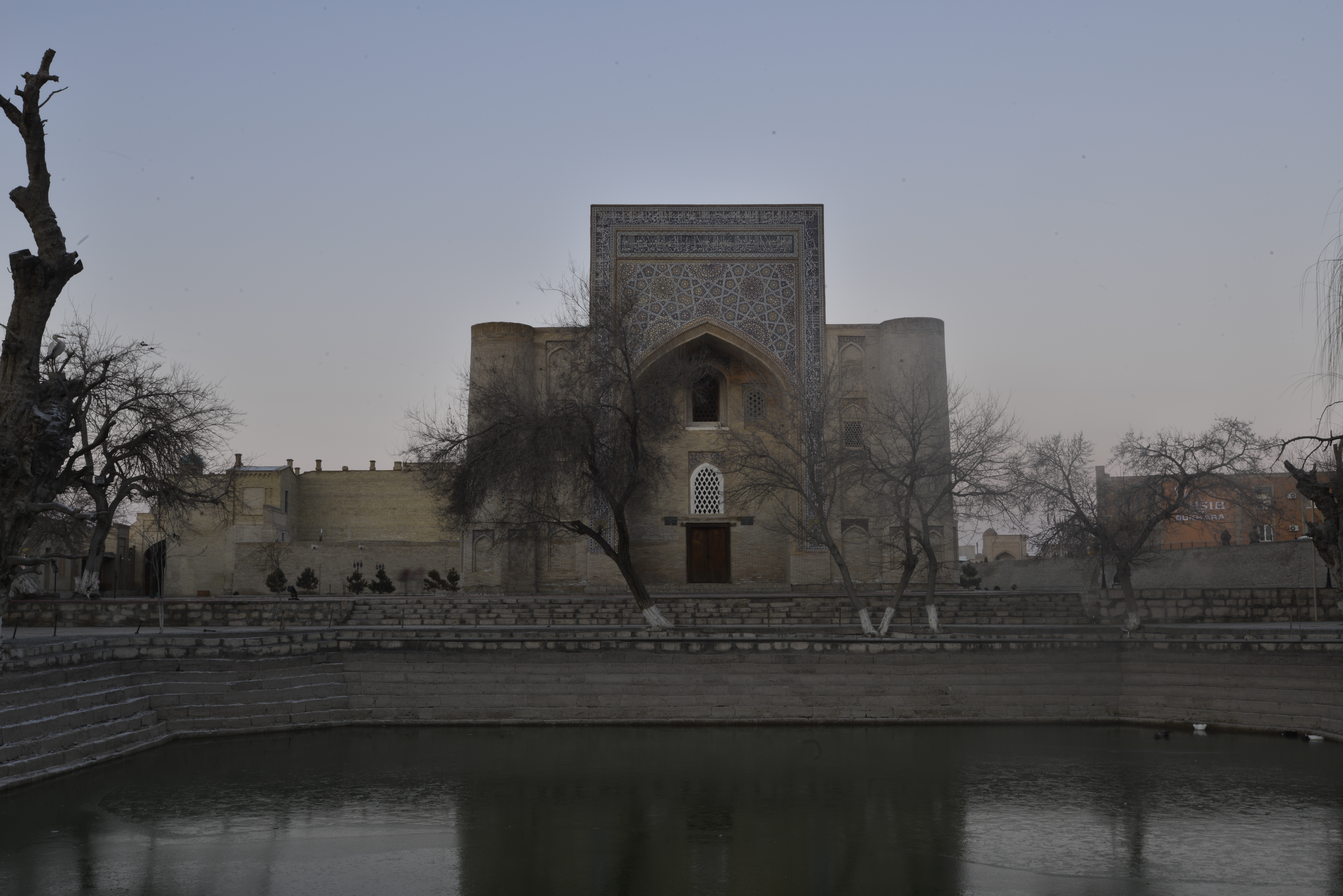
Khanaka Nadir Divan-Beghi
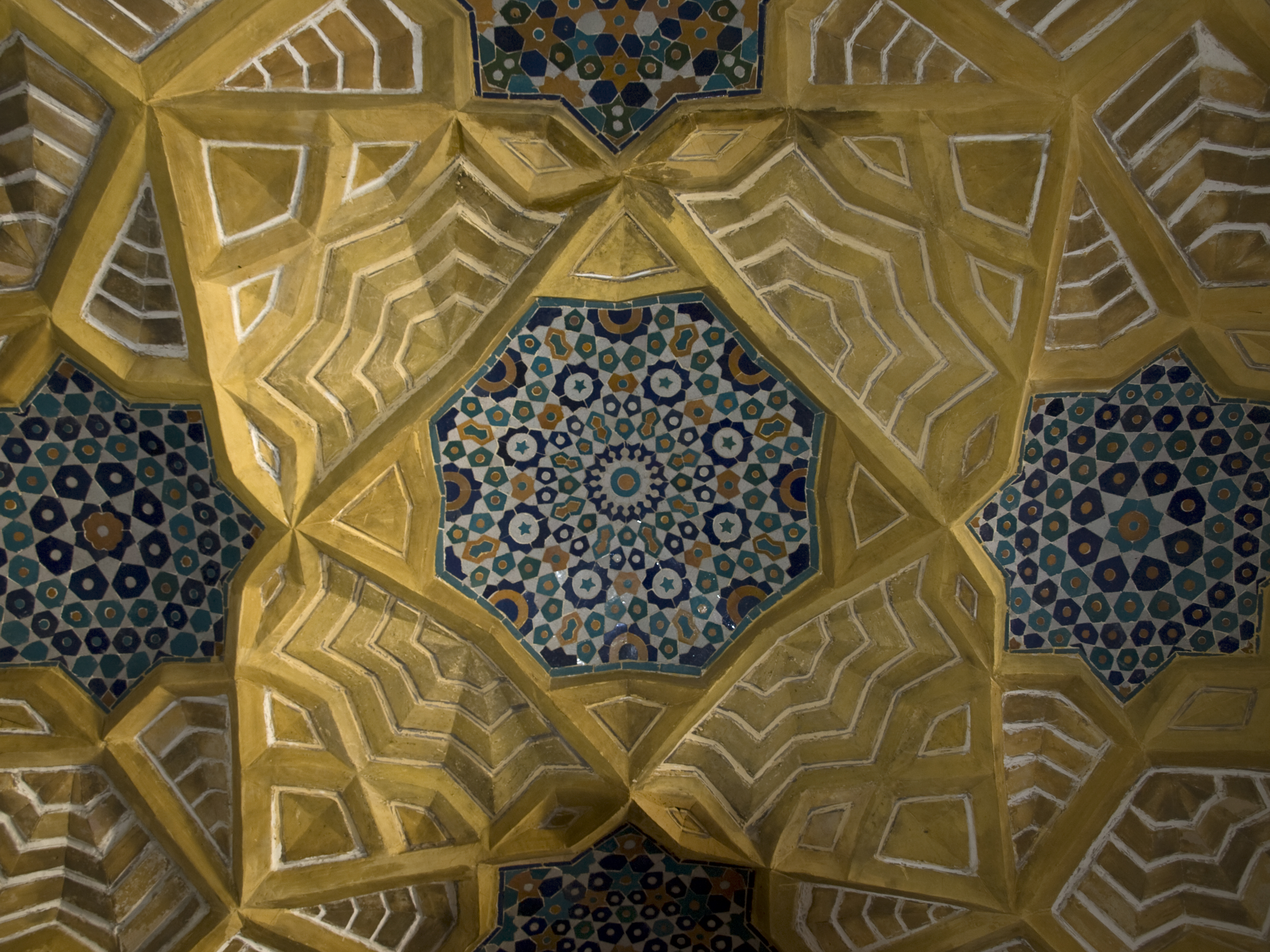
Particolare del soffitto della Madrasa Kukeldash
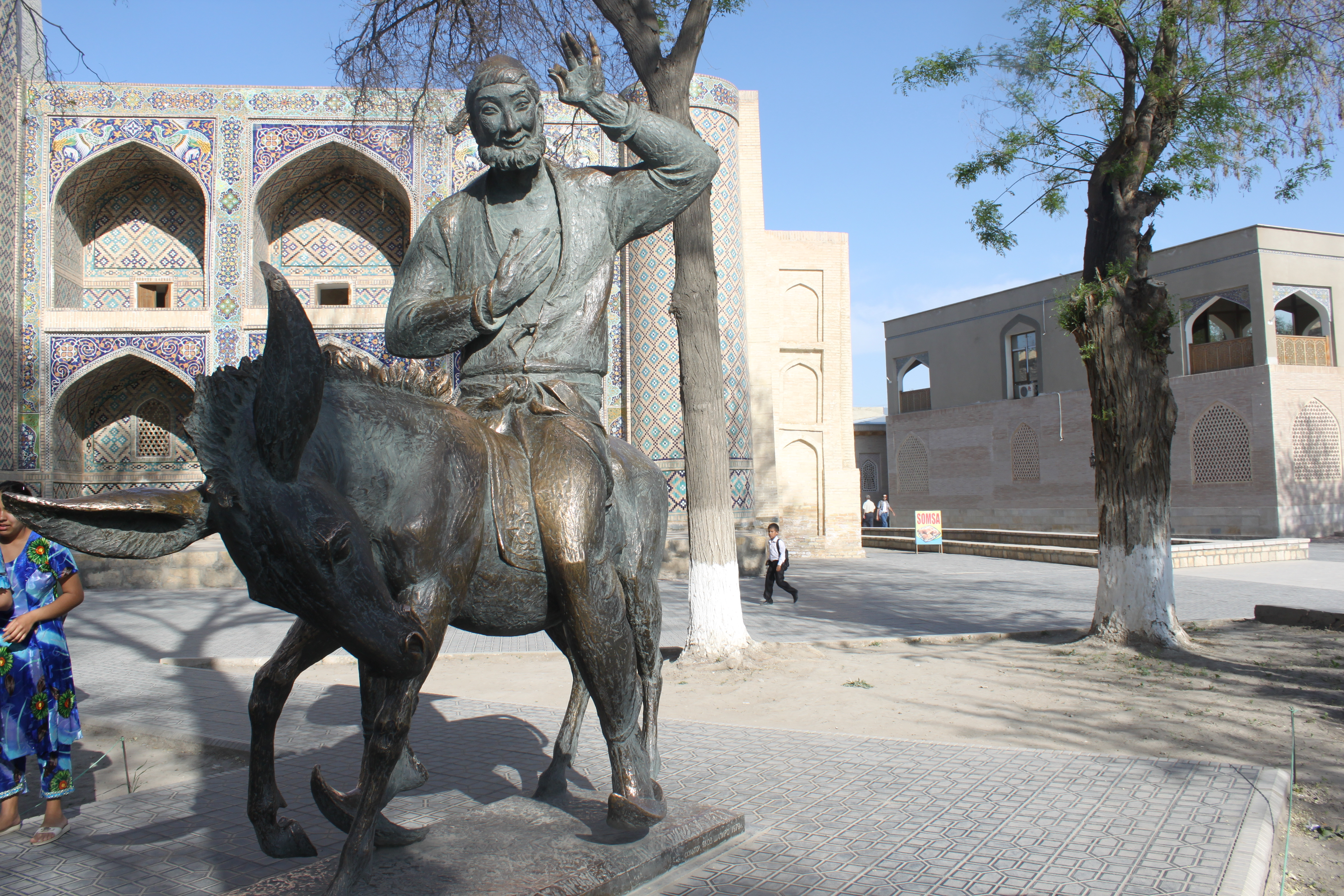
Statua di Nasreddin Khoja
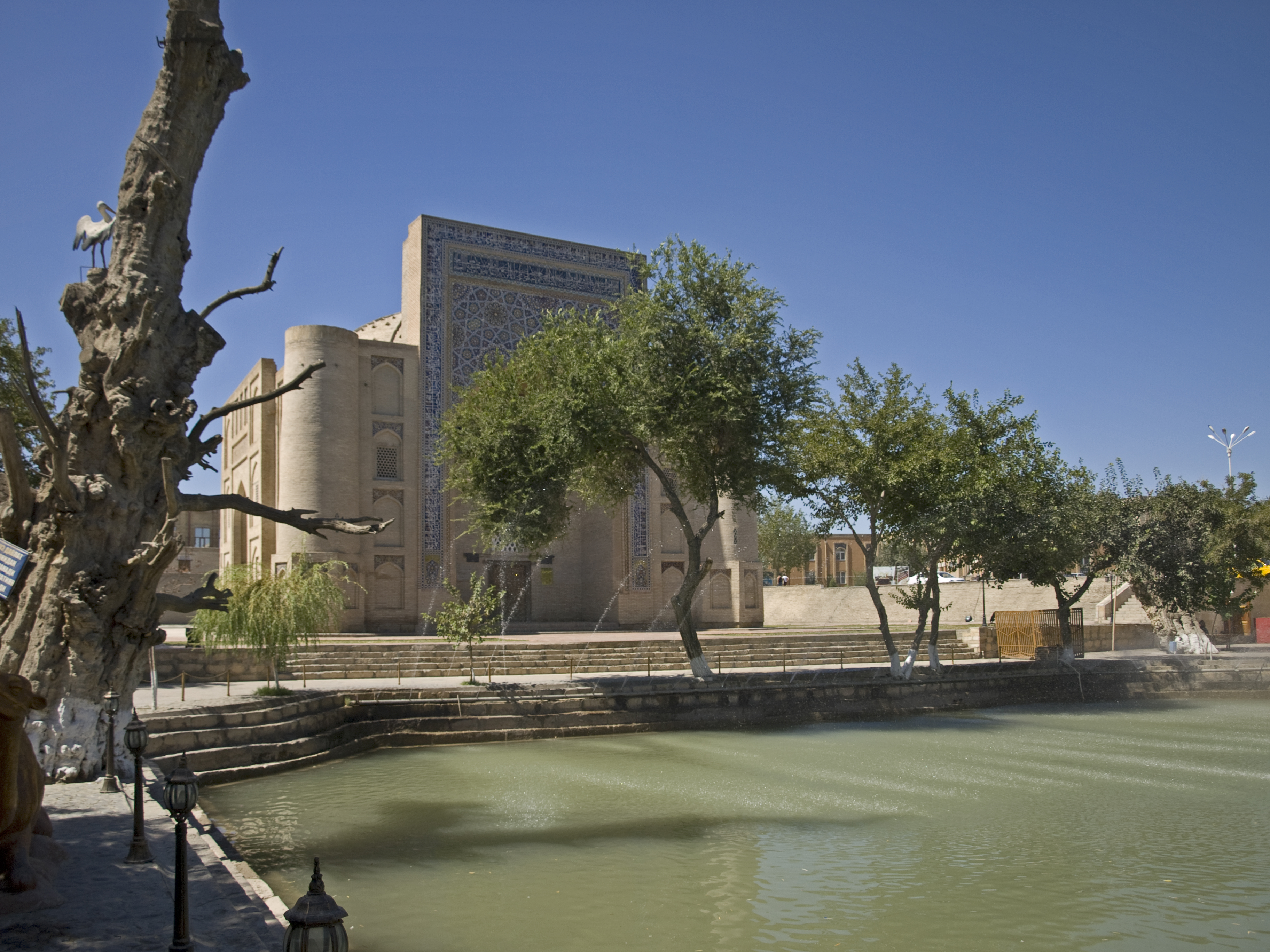
Khanaqa Nadir Divanbegi